# Palawani sertésborz
A palawani sertésborz (Mydaus marchei) az emlősök (Mammalia) osztályának a ragadozók (Carnivora) rendjébe, ezen belül a bűzösborzfélék (Mephitidae) családjába tartozó faj.

## Elterjedése
A palawani sertésborz a Fülöp-szigetek két szigetének Palawanon és Busuanga területén honos.

## Megjelenése
Szőre barna. Hosszú karmai az ásásra valóak. Egy kis termetű bűzösborzféle, testhossza 32–46 cm. Testtömege 2.50 kg.

## Életmódja
Tápláléka gerinctelenek. Fogságban 16 és 13 évig él.

## Természetvédelmi állapota
Az élőhelyének szűkülése fenyegeti. Az IUCN vörös listáján a sebezhető kategóriában szerepel.